# 王才軍
王才軍（1958年11月22日—），男，上海奉贤人，中国芭蕾舞演员，一級演員。

## 生平
自小有歌舞天才。1978年以優異的成績畢業於北京舞蹈學院，主修芭蕾舞。成為中央芭蕾舞團（中國國家芭蕾舞團）的主要演員。后淡出舞臺，大多培訓芭蕾新秀或編舞工作，有少量幕前演出。

## 外部連結
- 中央芭蕾舞團 (中國國家芭蕾舞團)(簡體中文、英文)
- 中國芭蕾舞演員：王才軍[永久](英文網站，附有少量繁體中文傳譯)